# Comte et comtesse de Rosenborg

Couronne de comte

Armes royales danoises

Armes et couronne de comtes et comtesses de Rosenborg

Dans la monarchie danoise, les comtes et comtesses de Rosenborg sont d’anciens membres de la famille royale, qui ont été exclus et qui ne sont plus considérés comme dynastes au regard de la succession au trône de Danemark. Les descendants des comtes exclus sont aussi à titre héréditaire et par voie masculine comtes de Rosenborg.
Leur exclusion est principalement liée au non consentement du mariage par le monarque danois, qui peut rétrograder le prince en vertu de la constitution du Danemark de 1953 et selon l’article 5 de la loi de succession.

## Descendants de Knud de Danemark

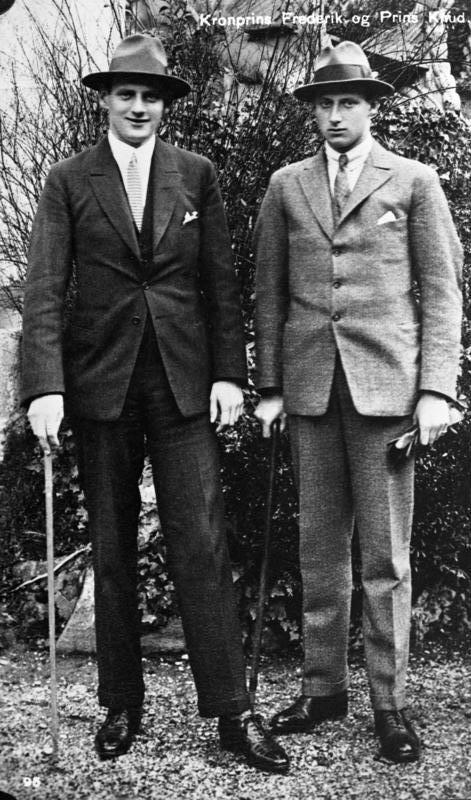
Le prince Knud (à droite) et son frère aîné le roi Frédéric IX en 1920.

Hormis la princesse Élisabeth de Danemark (1935-2018), qui fut douzième dans l’ordre de succession au trône danois, les descendants du prince Knud de Danemark (1900-1976) ne sont pas considérés comme dynastes au sein de la famille royale. 
Le prince Ingolf de Danemark, deuxième enfant du prince Knud, perd tous ses droits de succession au trône de Danemark en se mariant en 1968 sans le consentement du monarque danois. L’argument selon lequel le prince aurait épousé une roturière a aussi été utilisé, mais les mariages récents des fils de la reine Margrethe II montrent que les roturiers semblent acceptés au sein de la famille royale. Ayant perdu le titre de prince de Danemark, Ingolf prend le titre de comte de Rosenborg et devient ipso facto « S.E. le comte Ingolf de Rosenborg ».
Comme son frère aîné, le prince Christian de Danemark, troisième enfant du prince Knud, perd ses droits par un mariage non consenti par le roi Frédéric IX en 1971. Reprenant comme Ingolf le titre de comte de Rosenborg, il devient « S.E. le comte Christian de Rosenborg ».

### Généalogie
Comme les descendants par voie féminine, les comtesses consorts de Rosenborg ne sont pas comptabilisées dans la généalogie
- Christian X de Danemark (1870-1947)
  - Prince Knud de Danemark (1900-1976)
    - Princesse Élisabeth de Danemark (1935-2018)
    - Comte Ingolf de Rosenborg (1940)
    - Comte Christian de Rosenborg (1942-2013)
      - Comtesse Josephine de Rosenborg (1972)
      - Comtesse Camilla de Rosenborg (1972)
      - Comtesse Feodora de Rosenborg (1975)

## Descendants d’Oluf de Danemark

### Généalogie
Comme les descendants par voie féminine, les comtesses consorts de Rosenborg ne sont pas comptabilisées dans la généalogie
- Frédéric VIII de Danemark (1843-1912)
  - Prince Harald de Danemark (1876-1949)
    - Prince Oluf de Danemark (1923-1990)
      - Comte Ulrik de Rosenborg (1950)
        - Comtesse Katharina de Rosenborg (1981)
        - Comte Philip de Rosenborg (1986)

      - Comtesse Charlotte de Rosenborg (1953)

## Descendants de Valdemar de Danemark

### Généalogie
Comme les descendants par voie féminine, les comtesses consorts de Rosenborg ne sont pas comptabilisées dans la généalogie
- Christian IX de Danemark (1818-1906)
  - Prince Valdemar de Danemark (1858-1939)
    - Prince Axel de Danemark (1888-1964)
      - Prince George de Danemark (1920-1986)
      - Comte Flemming de Rosenborg (1922-2002)
        - Comte Axel de Rosenborg (1950)
          - Comtesse Julie de Rosenborg (1977)
          - Comte Carl Johan de Rosenborg (1979)
          - Comtesse Désirée de Rosenborg (1990)
          - Comte Alexander de Rosenborg (1993)

        - Comte Birger de Rosenborg (1950)
          - Comtesse Benedikte de Rosenborg (1975)

        - Comte Carl Johan de Rosenborg (1952)
          - Comtesse Caroline de Rosenborg (1984)
          - Comtesse Josefine de Rosenborg (1999)

        - Comtesse Désirée de Rosenborg (1955)

    - Comte Erik de Rosenborg (1890-1950)
    - 
      - Comtesse Alexandra de Rosenborg (1927-1992)
      - Comte Christian de Rosenborg (1932-1997)
        - Comte Valdemar de Rosenborg (1965)
          - Comte Nicolai de Rosenborg (1997)
          - Comtesse Marie de Rosenborg (1999)

        - Comtesse Marina de Rosenborg (1971)